# Arisaema ringens
Espèce
Classification phylogénétique
Statut de conservation UICN

 VU  : Vulnérable
Arisaema ringens est une espèce de plantes herbacée et pérenne de la famille des Araceae.